# Іст-Калн Тауншип (округ Честер, Пенсільванія)
Іст-Калн Тауншип (англ. East Caln Township) — селище (англ. township) в США, в окрузі Честер штату Пенсільванія. Населення — 5384 особи (2020).

## Демографія
Згідно з переписом 2010 року, у селищі мешкало 4838 осіб у 2024 домогосподарствах у складі 1231 родини. Було 2185 помешкань
Расовий склад населення:
| - 73,9 % — білих - 17,0 % — азіатів - 6,1 % — чорних або афроамериканців - 0,2 % — корінних американців |

До двох чи більше рас належало 2,3 %. Частка іспаномовних становила 2,8 % від усіх жителів.
За віковим діапазоном населення розподілялося таким чином: 26,7 % — особи молодші 18 років, 59,5 % — особи у віці 18—64 років, 13,8 % — особи у віці 65 років та старші. Медіана віку мешканця становила 37,0 року. На 100 осіб жіночої статі у селищі припадало 89,6 чоловіків;  на 100 жінок у віці від 18 років та старших — 86,4 чоловіків також старших 18 років.
Середній дохід на одне домашнє господарство  становив 107 024 долари США (медіана — 82 432), а середній дохід на одну сім'ю — 139 746 доларів (медіана — 118 523). Медіана доходів становила 79 800 доларів для чоловіків та 65 313 долари для жінок. За межею бідності перебувало 3,4 % осіб, у тому числі 2,5 % дітей у віці до 18 років та 6,2 % осіб у віці 65 років та старших.
Цивільне працевлаштоване населення становило 2591 особа. Основні галузі зайнятості: науковці, спеціалісти, менеджери — 18,8 %, виробництво — 16,2 %, освіта, охорона здоров'я та соціальна допомога — 15,3 %.